# Shibusawa Eiichi
Shibusawa Eiichi 渋沢栄一 (Chiaraijima, 16 maart 1840 - Aoyama, 11 november 1931) was een bureaucraat en zakenman, die Japan heeft geholpen de eerste stappen naar moderniteit te zetten. Ondanks zijn lage afkomst heeft hij toch een succesvolle loopbaan kunnen creëren voor zichzelf en is daardoor vandaag de dag bekend als de 'vader van het Japanse kapitalisme'. Shibusawa was de oprichter van de eerste moderne bank van Japan. Hij is opgegroeid met Confucianistische ideeën en dus van mening dat economie en moraal onafscheidelijk zijn.

## Jeugd en opleiding

### Familie-achtergrond
De Shibusawa familie was de oudste familie in het dorp Chiaraijima, gelegen in de Musashi Provincie. Het was altijd een kleine familie die aan landbouw deed, maar toen Shibusawa Yoshimasa (1807 - 1871) - de vader van Shibusawa Eiichi - familiehoofd werd, bracht hij hier verandering in.  De Shibusawa familie deed niet langer aan landbouw en startte een familiebedrijf dat indigo pigmenten maakte in de vorm van balletjes. Door de verkoop van deze pigmenten werd Eiichi's familie erg rijk. Hierdoor konden de familieleden meer tijd besteden aan andere zaken zoals filosofie, zwaardvechten, kalligrafie etc.
Rond die tijd werd de handel gemonopoliseerd door de handelaarsklasse. Alle goederen moesten namelijk via hen worden gekocht en verkocht. Shibusawa Yoshimasa verbrak deze traditie door zelf voor de verkoop van zijn producten te zorgen.

### Educatie
De economische groei van de Shibusawa familie zorgde ervoor dat Shibusawa Eiichi een betere scholing kreeg dan andere kinderen van zijn leeftijd. Van familieleden leerde hij namelijk lezen, schrijven, kalligrafie en zwaardvechten. Via een oudere neef had Shibusawa ook kennis gemaakt met de ideeën van het confucianisme. Deze ideeën hadden een grote impact op zijn manier van denken. Verder had de jonge Shibusawa ook al economische inzichten verworven door van dichtbij het management van zijn familiebedrijf mee te maken. In 1853 bezocht Shibusawa Edo voor het eerst en besloot hier verder te studeren. Hij was student aan de Kaiho Gyoson's School en verbeterde zijn zwaardvechtkunsten in de Chiba dōjō.

## In dienst van de Hitotsubashi familie

### Sonnō jōi
Op 23-jarige leeftijd werd hij een aanhanger van de sonnō jōi beweging. Samen met anderen plande hij een aanval op de buitenlandse nederzetting in Yokohama. Deze aanval zou voor een opstand moeten zorgen die het Tokugawa regime niet gemakkelijk zou kunnen stoppen. Deze aanval was maar een kleine lokale opstand en was dus gedoemd om te mislukken. Shibusawa Eiichi vreesde terechtgesteld te worden en vluchtte naar Kyoto, waar hij HIRAOKA Enshirō ontmoette. Deze werkte voor de Hitotsubashi familie.

### Raadgever van Hitotsubashi Yoshinobu
Hiraoka Enshirō zag de vaardigheden van Eiichi en stelde hem voor om voor HITOTSUBASHI Yoshinobu te komen werken. De Hitotsubashi familie echter had connecties met de Tokugawa shōgun en daarom weigerde Shibusawa Eiichi eerst dit voorstel. Hij was namelijk tegen het regime van de shōgun. Toen er een bevel kwam om de rebellen van de sonnō jōi op te pakken, kon Shibusawa niets anders dan op het voorstel ingaan om zijn leven veilig te stellen. Na de dood van Hiraoka Enshirō, werd Shibusawa Eiichi aangesteld als raadgever van Hitotsubashi Yoshinobu. Hij kreeg ook de taak om voor Hitotsubashi Yoshinobu's administratie en financiën te zorgen. Door zijn economische inzichten is het hem gelukt om beide zaken te verbeteren. Niet lang daarna werd Hitotsubashi Yoshinobu verkozen tot shōgun.

### Expo 1867 en de Tokugawa Missie
In 1867 werd in Parijs een wereldtentoonstelling gehouden. De Franse commissie wilde Japanse kunstwerken tentoonstellen en vroeg Japan om kunstwerken te sturen. Daarbij nodigde men ook een familielid van de shōgun uit. Tokugawa Yoshinobu stuurde zijn halfbroer, Tokugawa Akitake, met 24 gezanten als vertegenwoordigers, waaronder ook Shibusawa Eiichi. De Tokugawa missie diende niet alleen om de wereldtentoonstelling bij te wonen, maar ook om verschillende landen te bezoeken en te bestuderen. Hoewel Shibusawa niet erg gesteld was op westerlingen, was hij toch van mening dat men ze eerst moet leren kennen voordat men ze kan bekritiseren. Verder had hij een open mentaliteit en vond dat men veel van westerse landen kunnen leren. Eenmaal aangekomen in Europa toonde hij interesse in het schoolsysteem, spoorwegen, gaslantaarns, het Franse leger, etc. Shibusawa Eiichi kreeg ook de kans om verschillende machinewerkplaatsen en een textielfabriek te bezoeken. Na deze reis was hij overtuigd dat handel en industrie fundamenteel waren voor een welvarend land. Deze missie eindigde in oktober 1868 door de val van het Tokugawa-shogunaat.

## Begin carrière in de privésector

### Shizuoka Shōhō Kaisho
Na zijn terugkeer uit het buitenland, vestigde Shibusawa zich in Shizuoka. Ondertussen was er een nieuwe regering tot stand gekomen dankzij de Meiji-restauratie. De nieuwe regering promootte het oprichten van bedrijven om de ondernemers en handelaars te vriend te houden en zich zo te verzekeren van belastinginkomen. Shibusawa begon met lokale handelaars een bedrijf, genaamd Shizuoka Shōhō Kaisho. Dit bedrijf hield zich voornamelijk bezig met het verspreiden van Japans eerste papiergeld (太政官札, dajōkan satsu). De dajōkan satsu werd vaak gebruikt voor overheidsuitgaven. Verder werd het alleen gebruikt door samoerai en handelaars. Dit maakte het moeilijk om er handel mee te drijven en om te wisselen voor andere goederen. De Shizuoka Shōhō Kaisho bood ook financiële diensten aan, zoals leningen en een vaste termijn rekening. Het bedrijf had snel succes doordat Shibusawa erin was geslaagd de dajōkan satsu eerst om te zetten in zilveren muntjes. Dit vergemakkelijkte de handel. Tegelijkertijd had hij ook een naamloze vennootschap opgericht, genaamd kyōryoku gappon. Dit was om te voorkomen dat alleen handelaars die al rijk waren, nog rijker zouden worden. Maar ondanks de acties van de kyōryoku gappon gebeurde dit toch. Hierdoor besloot Shibusawa uit beide bedrijven te stappen en de organisatie ervan over te dragen aan de Mitsui, een conglomeratengroep (財閥, zaibatsu). Hoewel hij niet lang actief was in die bedrijven, waren ze toch een goed begin voor Shibusawa's carrière.

### Ministerie van Financiën
In november 1869 werd Shibusawa Eiichi lid van het Ministerie van Financiën, waar hij de leider was van het Hervormingsbureau (Kaisei Kakari). Samen met een groep van 12 à 13 leden werkte hij aan een belastinghervorming, standaardisatie van gewichten, studie van de natuurlijke grondstoffen, etc. Met Europa als voorbeeld begon de Kaisei Kakari ook met de bouw van spoorwegen en staatsgebouwen en verbeterden ze het transportsysteem. Shibusawa's progressieve aanpak zorgde ervoor dat er spanning ontstond tussen hem en andere minder verlichte bureaucraten.

### Oprichting van de eerste Nationale Bank
Shibusawa en de Mitsui groep werkten samen aan de oprichting van de Nationale Bank (株式会社第一銀行, Kabushiki-gaisha Dai-ichi Ginkō). Beide partijen waren het vaak niet met elkaar eens en dit zorgde ervoor dat de oprichting traag op gang kwam.In 1871 wilde de overheid de moeilijk converteerbare dajōkan satsu veranderen naar een munteenheid die voor alle bevolkingslagen gemakkelijker te gebruiken zou zijn. Ze rekende op het kapitaal van de Mitsui groep en rijke handelaars om dit te financieren. Shibusawa maakte de eerste schets van de Nationale Bank en gaf die aan de Mitsui groep. Aanvankelijk gaf de overheid toestemming voor de creatie, maar Itō Hirobumi 伊藤 博文 was er tegen. Hij wilde dat het nationale banksysteem gebaseerd zou worden op het Amerikaanse systeem en niet op het Britse - wat Shibusawa wel wilde.De Hitotsubashi familieItō was met de Iwakura Missie mee naar Amerika geweest en had toen het Amerikaanse banksysteem bestudeerd. Terwijl Shibusawa dankzij de Tokugawa Missie het Britse banksysteem had bestudeerd. Deze meningsstrijd duurde ongeveer een half jaar. Uiteindelijk ontstond er in 1872 een nationale bank die gefinancierd werd door privékapitaal, zodat ze niet te afhankelijk zou zijn van een specifieke zaibatsu.
De overheid rekende op de Mitsui groep om de bouw van de Nationale Bank te financieren, maar ze wilde niet dat er een monopolie zou ontstaan. Daarom legde Shibusawa als lid van het Ministerie van Financiën, drie eisen op voor de Mitsui groep. Eerst werd er van de Mitsui groep geëist om hun lakenindustrie stop te zetten en hun nieuwe gebouw en gronden over te dragen aan de Nationale Bank. Verder moest ze samen met de Ono groep een naamloze vennootschap vormen om de Nationale Bank op te richten. In mei 1873 nam Shibusawa ontslag en stapte hij uit het Ministerie van Financiën. Enkele maanden later werd de eerste Nationale Bank opgericht. Shibusawa begon daar te werken als een opzichter van de bank, maar kreeg al snel promotie en werd er president. De Nationale Bank was niet alleen de eerste nationale bank van Japan, maar ook haar eerste naamloze vennootschap. Tot 1883 had de Nationale Bank de taak om bankbiljetten uit te geven en vanaf dan werd het overgenomen door de Bank van Japan.

## Modernisering van de Japanse economie

### Oprichten van nieuwe bedrijven
Terwijl Shibusawa Eiichi voor de Nationale Bank werkte, ontdekte hij dat er niet genoeg bedrijven waren om geld aan uit te lenen. Daarom besloot hij zelf bedrijven op te richten. Sommige bedrijven die Shibusawa in het begin van zijn carrière had opgericht waren essentieel voor de modernisering van de Japanse economie of waren zelfs de drijfveer voor industriële revoluties. Voorbeelden hiervan zijn de Oji Paper (1873), White Brick Factory (1876), Japan Railways (1881), Osaka Cotton Spinning CO. (1882). Hij had in totaal ongeveer 178 bedrijven opgericht of was er op zijn minst bij betrokken. Binnen die bedrijven had Shibusawa verschillende functies.
| Shibusawa's functie in bedrijven                            | Aantal |
| Verantwoordelijk voor het beheer als directeur of president | 34     |
| Nam deel tijdens de oprichting als voorzitter               | 109    |
| Raadgever, adviser, revisor                                 | 87     |
| Totaal                                                      | 178    |

In zijn leven heeft Shibusawa verschillende soorten bedrijven opgericht. Hieronder volgt de top tien bedrijven die hij het meest heeft opgericht.
| Rang | Bedrijf                    | Aantal |
| 1    | Transport over land        | 22     |
| 2    | Buitenlandse zaken         | 19     |
| 3    | Banken                     | 16     |
| 4    | Commercieel en industrieel | 11     |
| 5    | Mijnbouw                   | 8      |
| 6    | Keramiek                   | 8      |
| 7    | Chemisch                   | 7      |
| 8    | Elektriciteit              | 7      |
| 9    | Verzekeringen              | 6      |
| 10   | Transport over zee         | 6      |

### Vier aspecten van ondernemingen
Tijdens de Tokugawa Missie, had Shibusawa Eiichi een studie gedaan rond de Europese ondernemingen. Hij ontdekte er vier aspecten, waarvan hij onder de indruk was en die hij wilde toepassen in Japan.

#### 1. Hoge sociale status ondernemers
In Europa hebben de ondernemers een hoge sociale status en worden op dezelfde ladder gezet als de staatsmannen. In Japan echter is het anders. Handelaars en ondernemers staan onderaan de sociale ladder en hebben dus een slecht imago. Dit wilde Shibusawa Eiichi veranderen. Hij wist dat als het publieke imago van ondernemers niet zou veranderen, het moeilijker zou worden om getalenteerde mannen te vinden voor een carrière als ondernemer. Daarom bedacht hij een nieuwe term voor ondernemers, namelijk 実業家 jitsugyōka, wat 'een man die echte risico's neemt' betekent. Deze term vond hij meer gepast dan de oude term 商人 shōnin, wat 'handelspersoon' betekent. Om hun status te verhogen, gaf Shibusawa ondernemers sociale verantwoordelijkheden en leerde hij hen zich te bekommeren om het nationale welzijn.

#### 2. Samenwerking verschillende ondernemers en het naamloze vennootschap
Shibusawa was ervan overtuigd dat het oprichten van naamloze vennootschappen en verenigingen de economie vooruit zou helpen. Met dit idee heeft hij de eerste Nationale Bank opgericht samen met het eerste naamloze vennootschap. Van hieruit heeft hij meer dan honderd andere naamloze vennootschappen opgericht. Shibusawa Eiichi was ook de leider bij het oprichten van talloze verenigingen, zoals de bankiersvereniging.

#### 3. Effectenbeurs en banken
Na de oprichting van de eerste Nationale Bank, heeft Shibusawa ook nog andere banken opgericht. Hij gaf zelf les aan beginnende bankiers, zodat ze het land zouden helpen moderniseren. Banken waren volgens hem noodzakelijk om de economie van een land in stand te houden. Verder promootte hij ook de effectenbeurs.

#### 4. Bijdrage tot filantropie
Tijdens Shibusawa's verblijf in Parijs voor de Expo 1867, was hij getuige hoe de Russische tsaar 100 000 frank, die hij van een paardenrace had gewonnen, doneerde aan een plaatselijke organisatie voor de armen. Deze gebeurtenis heeft waarschijnlijk Shibusawa's gevoel voor naastenliefde aangewakkerd. Hij promootte moraliteit in ondernemingen en wilde dat ondernemers meer publieke betrokkenheid zouden hebben. Dit kan hen namelijk helpen om hun status te verhogen. Zelf stelde hij een voorbeeld door zowel een universiteit voor mannen als vrouwen op te richten en ziekenhuizen te bouwen. Gedurende zestig jaren van zijn leven heeft hij zich ingezet voor de organisatie van het Tokyo City Poor House.

## Confucianisme
Shibusawa had al sinds zijn jeugd grote bewondering voor de ideeën van het confucianisme. Hij citeerde vaak uit de Gesprekken en trachtte ze toe te passen in zijn dagelijks leven. Op basis van de Gesprekken probeerde hij bedrijven te organiseren en advies te geven aan anderen.

## Wereldvrede en goede wil
Doorheen Shibusawa's leven veranderde zijn wereldvisie constant. In zijn jongere jaren was hij zeer xenofobisch, maar dankzij zijn open mentaliteit veranderde dit. Shibusawa begon meer interesse te tonen voor het buitenland en in zijn latere jaren maakte hij promoties voor wereldvrede en goede wil. Hij streefde naar een vriendschappelijke band tussen verschillende landen en daarvoor stichtte hij organisaties, zoals de Japan Peace Society en de Japanese-American Relations Committee. Met deze organisatie wilde hij vooral de relatie tussen Japan en Amerika verbeteren.
Samen met de Amerikaanse missionaris Sidney Gulick begonnen ze aan een uitwisselingsproject om de spanning tussen beide landen te verlichten. Aangezien poppen een belangrijke rol spelen in de Japanse cultuur, besloot Sidney Gulick om 12 739 vriendschapspoppen te sturen naar de Japanse scholen in naam van de Amerikaanse kinderen. Deze poppen werden Amerikaanse blauwogige poppen (青い目の人形, aoi me no ningyō) genoemd en werden gezien als ambassadeurs van goede wil. Ze kwamen op tijd aan in Japan voor het jaarlijkse poppenfeest (雛祭り, Hina-matsuri) en werden verdeeld onder de prefecturen en streken. Als reactie hierop heeft Shibusawa Eiichi bevolen om 58 poppen te maken, die de Japanse prefecturen of streken vertegenwoordigen. De Japanse vriendschapspoppen waren ongeveer 80 cm hoog en droegen zijden kimono's. Ze hadden elk hun eigen koffertje met kostbaarheden, zoals spiegels en een theeset. In naam van de Japanse kinderen werden deze poppen naar verschillende Amerikaanse musea gestuurd. Vandaag de dag zijn er van de 12 739 Amerikaanse blauwogige poppen nog maar 323 over.

## Onderscheidingen
- De Orde van de Heilige Schatten (瑞宝章, Zuihōshō), (24 augustus 1911)
- De Paulownia-Zonneorde (桐花章, Tōkashō), (10 november 1928)
- Titel van Burggraaf (華族, Kazoku)